# Elaeagnus obovatifolia
Elaeagnus obovatifolia är en havtornsväxtart som beskrevs av Ding Fang. Elaeagnus obovatifolia ingår i släktet silverbuskar, och familjen havtornsväxter. Inga underarter finns listade i Catalogue of Life.